# Пуерто Рико
Пуерто Рико (официално на испански: Estado Libre Asociado de Puerto Rico, популярно на испански: Puerto Rico, в превод „Богато пристанище“) е остров от групата на Големите Антилски острови, разположен на изток от Доминиканската република в Североизточно Карибско море. Пуерто Рико е с население от 3 912 054 жители (оценка, юли 2005). Столицата на Пуерто Рико е град Сан Хуан. Статутът на острова е свободно присъединила се държава към САЩ. Действието на конституцията на САЩ е ограничено, върховната власт принадлежи на Конгреса на САЩ, но територията има собствено самоуправление.
Пуерто Рико има собствена конституция, законодателна, изпълнителна и съдебна власт. Връзката със САЩ се заключава в наличието на общо гражданство, валута и отбрана. През 2000 г. президентът Бил Клинтън създава специална комисия за статута на Пуерто Рико, която потвърждава текущия статут и дава право на гражданите на острова на самоопределение. Предполага се, че в рамките на тази процедура пуерториканците могат да изберат един от трите варианта: да закрепят сегашния статут, да станат официален щат на САЩ или да получат независимост. Законопроектът е внесен за разглеждане от Конгреса.
През 2012 г. е проведен референдум за политическия статут на страната, който показва, че 54% от електората не е съгласен с „настоящата форма на териториален статут“. След гласуването Законодателното събрание на Пуерто Рико иска президентът на Съединените щати и Конгресът да прекратят статута на „неинкорпорирана“ територия на САЩ и да започне процесът на приемане в съюза като самостоятелен щат. Инициативата обаче не довежда до „приемане като щат“ („Admission to the Union“, клауза от Конституцията на САЩ) на Пуерто Рико.

## История

### Доколумбова история
В периода между 120 г. и 400 г. сл. Хр. на острова пристигат представители на индианското племе игнери от района на река Ориноко в Южна Америка. През VII и XI век на острова започват да се заселват представители на индианското племе араваки, основатели на културата таино. От около 1000 г. тази култура става доминираща на острова чак до пристигането на Колумб през 1493 г.
Историята на остров Пуерто Рико преди пристигането на Христофор Колумб не е подробно изследвана. Знанията за населението и политическата организация на острова се основават на археологически разкопки и на хрониките на испанските конкистадори. Първият труд, посветен на историята на Пуерто Рико, е написан от монаха Иниго Абат и Ласиера (Fray Iñigo Abbad y Lasierra) през 1786 г., 293 години след идването на испанците.
Археологически разкопки, проведени през 1990 г. на о. Виекес, откриват най-древните човешки останки на територията на Пуерто Рико. Останките са наречени „Човекът от Пуерто Феро“ и датират от 2000 г. пр.н.е. Между 120 и 400 г. от нашата ера, племе от местността на река Ориноко пристига на острова. Между VII и XI век на острова се развива индианското племе таино, което владее Пуерто Рико до пристигането на испанците през 1493 г.

### Следколумбова история
На 19 ноември 1493 г. експедицията на Христофор Колумб достига о-в Пуерто Рико. На острова живеят индианци араваки и кариби, които са унищожени за около 40 години след пристигането на испанците. През 1515 г. започва отглеждане на захарна тръстика и заселване на негри роби. През 1873 г. робството е отменено. Испано-американска война започва през 1898 г. като войските на САЩ окупират острова. През 1948 г. САЩ предоставят права на Пуерто Рико да избира свой губернатор. От 1952 г. Пуерто Рико има статут на „свободно присъединила се“ към САЩ държава. През декември 1998 г. следва пореден плебисцит – по-голямата част от населението се обявява за запазване статута на „свободно присъединила се“ към САЩ държава.

## География
Остров Пуерто Рико е най-малкият от Големите Антилски острови и се явява най-източен от тях. Разположен е между Атлантическия океан на север и Карибско море на юг. На запад протока Мона (115 km) го отделя от остров Еспаньола, а на изток протока Вирджин (60 km) – от Американските Вирджински острови. Дължината му от нос Поерка на изток до нос Игеро на запад е 190 km, а ширината от нос Изабела на север до нос Колон на юг – 65 km. Площта му е 9104 km². Пуерториканците понякога наричат себе си борикуа (boricua), което е названието на острова, използвано от местното индианско население от племето таино.

### Брегове, острови
Преобладаващата част от бреговете на острова са високи и стръмни, слабо разчленени. Общата дължина на бреговата линия е 450 km. В близост са разположени няколко малки острова: Виескес (135 km²), Мона (57 km²), Кулебра (28 km²).

### Релеф, геоложки строеж, полезни изкопаеми
Повърхността на Пуерто Рико е предимно планинска. През целия остров от запад на изток се простира силно разчленения хребет Кордилера Сентрал с най-висока точка връх Пунта 1338 m. Хребетът е изграден основно от седиментни скали с кредна възраст. Покрай северното и южно крайбрежие са разположени тесни и плоски низини. Островът се намира в сеизмична зона и често е подложен на силни земетресения. Разработват се малки находища на манганова (на югозапад) и желязна руда (на изток).

### Климат, води
Климатът е тропичен, пасатен. Средните месечни температури в ниските части са 24 – 28 °C, а в планините – с няколко градуса по-ниски. По северните и източни наветрени склонове на планината валежите са обилни почти целогодишно, тяхната годишна сума е от 1400 до 2500 mm, а максимумът им е през лятото и есента. По южните и западните наветрени склонове годишната сума на валежите е около 900 mm, с ясно изразено зимно засушаване. Често явление са силните урагани. По острова текат къси и бурни реки.

### Растителност, животински свят
Северните и източните влажни склонове на планините са заети от остатъци от вечнозелени и смесени гори, а по южните и западните по-сухи склонове са развити сухоустойчиви храсти. Животинският свят е много беден. Има много видове прилепи, влечуги и наземни молюски.

## Административно деление
Пуерто Рико се дели на 78 общини.

## Държавно устройство
„Свободно присъединила се към САЩ“ държава с права на самоуправление. Върховната законодателна власт принадлежи на Конгреса на САЩ. Там Пуерто Рико е представен от комисар-резидент (с права на законодателна инициатива, но без право на глас). Законодателната власт в рамките на автономията на Пуерто Рико се осъществява от Законодателното събрание, състоящо се от Сенат (28 члена) и Палата на представителите (54 депутати), избирани за 4 години. Изпълнителната власт се осъществява от губернатор, избиран за 4 години и Консултативен съвет от 15 министри.
Характерът на политическите връзки със САЩ е обект на продължаващ дебат между острова, Американския конгрес и Организацията на обединените нации. Тези, които поддържат запазването на статуквото (на „свободно асоцииран щат“), настояват, че Пуерто Рико е влязъл в доброволно асоцииране със САЩ, но според президентската комисия, съставена от администрацията на президента Клинтън за изучаване на статуса, Пуерто Рико е неинкорпорирана територия на САЩ, която попада под пълната юрисдикция на Сената и президента, но има правото да приеме собствена конституция, с която да установи вътрешната форма на управлението си. Пуерто Рико има право на самоуправление, що се отнася до вътрешните си дела.

## Население

### Расов състав
(2000)
- бели – 80,5%
- мулати – 10,9%
- афроамериканци – 8,0%
- американци – 0,4%
- азиатци – 0,2%

### Религия
Религиозният състав е: християни – 98,7% (от тях католици – 81,4%, протестанти – 18,6%), други – 1,3%.
Естественият прираст е 14. Средна продължителност на живота при мъжете е 73 г., а при жените е 79 г. Градско население – 76%.
Над 2,5 млн. пуерториканци живеят в САЩ, половината от тях – в Ню Йорк.

## Икономика
Главна роля в икономиката играят американски компании. Икономически активното население е около 1 млн., от тях 3% са заети в селското стопанство, 16% в промишлеността, 8% в строителството и транспорта, 60% в търговията и услугите. Промишлеността е представена от нефтопреработваща и химическа (с нефт от Венецуела), химико-фармацевтична промишленост и машиностроене. Основни селскостопански култури – захарна тръстика, тютюн (200 т), ананаси, банани, батати, ямс, кафе (15 хил. т). Отглежда се едър рогат добитък (600 хил. глави), свине (200 хил. глави), птици. Развива се и риболовът.
На 3 август 2015 г. страната е трябвало да изплати на кредиторите 58 млн. щ.д., обаче им превежда само 628 000 щ.д.; по този начин страната допуска технически дефолт.
Към август 2015 г. общата задлъжнялост на Пуерто Рико пред кредиторите превишава 72 млрд. щ.д. Губернаторът на островната държава Алехандро Гарсия Падиля заявява, че страната няма да успее да се разплати по всичките си дългове.
На 6 април 2016 г. губернаторът на Пуерто Рико подписва закон, съгласно който той може да спре плащанията по дълговете. На 1 юли правителството на Пуерто Рико, въпреки спасителен пакет, не успява да се разплати по задълженията си от 779 млн. щ.д.; така държавата допуска дефолт.
Пуерто Рико официално излиза от банкрута на 15 март 2022 г.

### Транспорт
Шосета – 14 хил. km, жп линии – 100 km, обслужващи захарните плантации. Основните морски пристанища са Сан Хуан, Понсе, Маягуес. Има три международни летища – в Сан Хуан, Понсе и Агуадила.

### Туризъм
Страната се посещава ежегодно от над 2 млн. туристи (главно от САЩ, Канада, Испания, Мексико и др.).